# Реактивный двигатель

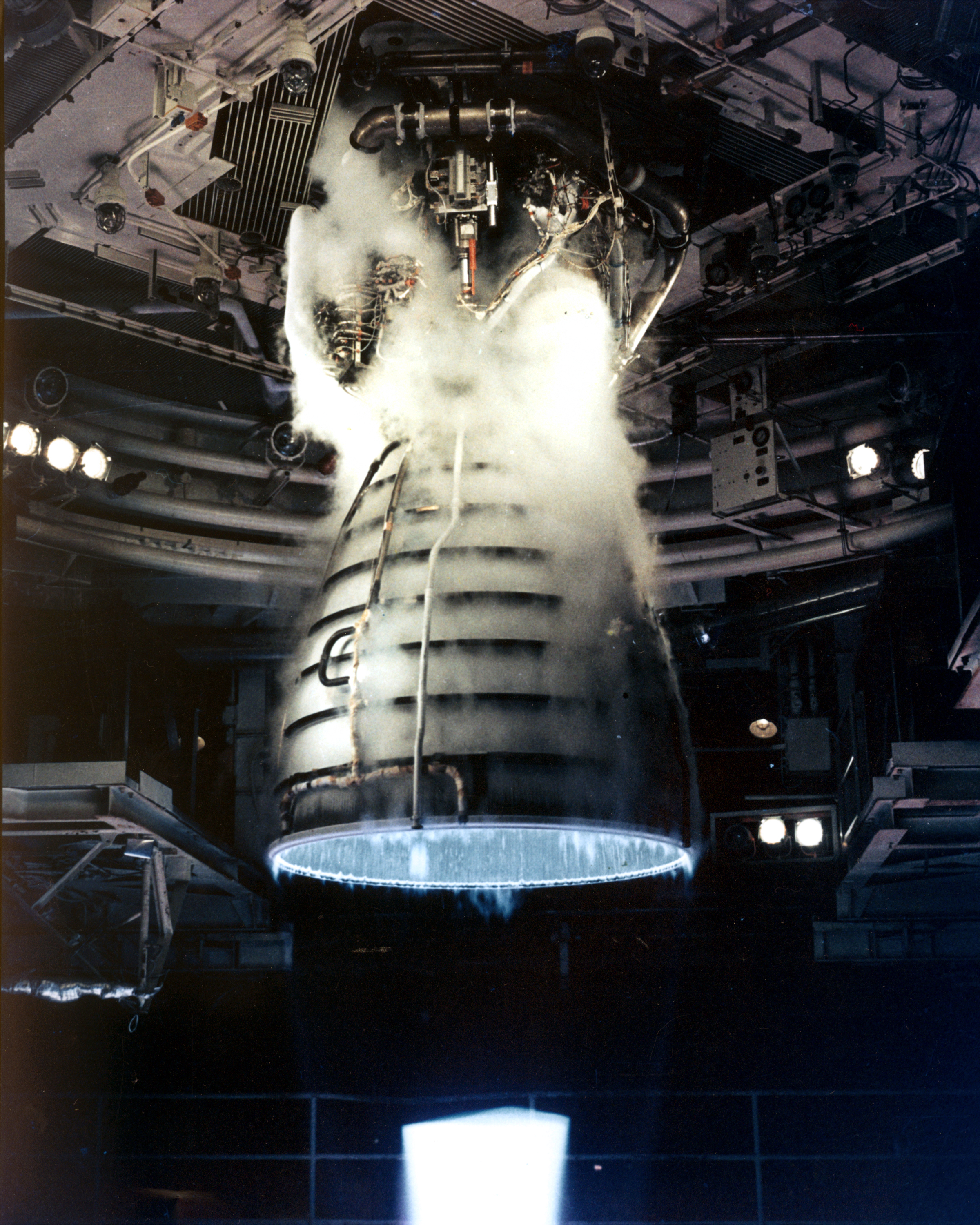
Испытания ракетного двигателя Спейс Шаттла.

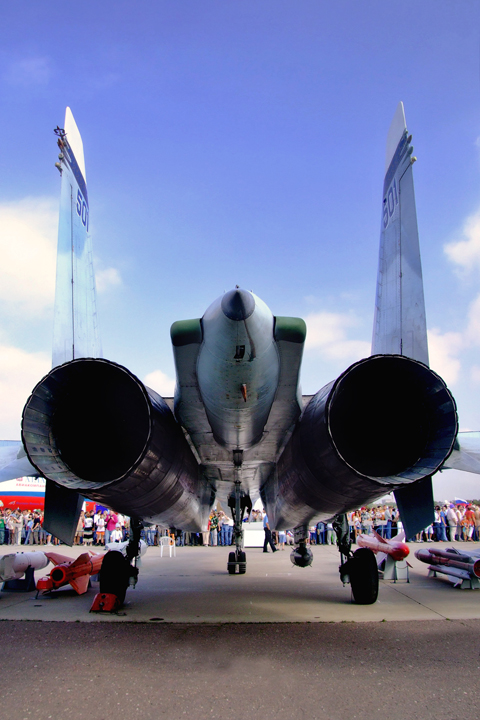
Сопла турбореактивных двигателей АЛ-31Ф самолёта Су-30МК, относятся к классу воздушно-реактивных двигателей.

Реактивный двигатель (РД) — двигатель, создающий необходимую для движения силу тяги посредством преобразования внутренней энергии топлива в кинетическую энергию реактивной струи рабочего тела.
Рабочее тело с большой скоростью истекает из двигателя, и, в соответствии с законом сохранения импульса, образуется реактивная сила, толкающая двигатель в противоположном направлении. Для разгона рабочего тела может использоваться как расширение газа, нагретого тем или иным способом до высокой температуры (так называемые тепловые реактивные двигатели), так и другие физические принципы, например, ускорение заряженных частиц в электростатическом поле (см. ионный двигатель). Реактивный двигатель сочетает в себе собственно двигатель с движителем, то есть он создаёт тяговое усилие только за счёт взаимодействия с рабочим телом, без опоры или контакта с другими телами. По этой причине чаще всего он используется для приведения в движение ракет, ракетопланов, самолётов, космопланов и космических аппаратов.

## История
Разработки по созданию ракетоплана (аэроплана с реактивным двигателем) велись ещё в XIX столетии. 27 августа 1867 года отставной капитан русской артиллерии Н. А. Телешов запатентовал во Французской республике свои изобретения — проект аэроплана «Дельта» и спроектированный для него воздушно-реактивный пульсирующий двигатель, который был назван «теплородный духомёт» и являлся прототипом аналогичных современных двигателей. Румынский изобретатель-любитель Александру Чурку со своим французским коллегой Жюстом Бюсиссоном в 1886 году на реке Сена испытали первую в мире лодку на реактивном двигателе, предполагая установку такого двигателя в дальнейшем на самолёты.
Реактивный двигатель был изобретён Гансом фон Охайном (Dr. Hans von Ohain) и выдающимся английским инженером-конструктором Фрэнком Уиттлом (Sir Frank Whittle).
Первый патент на работающий газотурбинный двигатель был получен в 1930 году Фрэнком Уиттлом. Однако первую рабочую модель собрал именно Охайн.
2 августа 1939 года в нацистской Германии в небо поднялся первый реактивный самолёт — Хейнкель He 178, оснащённый двигателем HeS 3, разработанный Охайном.

## Особенности реактивных двигателей
- Сила тяги реактивного двигателя не зависит от наличия окружающей среды[2].
- Сила тяги реактивного двигателя не зависит от скорости движения ракеты[2].
- Полезная мощность реактивного двигателя пропорциональна скорости ракеты[2].
- При скорости ракеты, большей, чем половина скорости истечения газов двигателя, полезная мощность реактивного двигателя становится больше полной мощности (парадокс силы тяги реактивного двигателя)[2].

## Классы реактивных двигателей
Существует два основных класса реактивных двигателей:
- Воздушно-реактивные двигатели — тепловые двигатели, которые используют энергию окисления горючего кислородом воздуха, забираемого из атмосферы. Рабочее тело этих двигателей представляет собой смесь продуктов горения с остальными компонентами забранного воздуха.
- Ракетные двигатели — содержат все компоненты рабочего тела на борту и способны работать в любой среде, в том числе и в безвоздушном пространстве.

## Составные части реактивного двигателя
Любой реактивный двигатель должен иметь, по крайней мере, две составные части:
- Камера сгорания («химический реактор») — в нём происходит освобождение химической энергии топлива и её преобразование в    тепловую энергию газов.
- Реактивное сопло («газовый туннель») — в котором тепловая энергия газов переходит в их кинетическую энергию, когда из сопла газы вытекают наружу с большой скоростью, тем самым создавая реактивную тягу.

## Основные технические параметры реактивного двигателя
Основным  параметром  ракетным, характеризующим реактивный двигатель, является тяга (иначе — сила тяги) — усилие, которое развивает двигатель в направлении движения аппарата.
Ракетные двигатели помимо тяги характеризуются удельным импульсом, являющимся показателем степени совершенства или качества двигателя.
Этот показатель является также мерой экономичности двигателя. В приведённой ниже диаграмме в графической форме представлены верхние значения этого показателя для разных типов реактивных двигателей, в зависимости от скорости полёта, выраженной в форме числа Маха, что позволяет видеть область применимости каждого типа двигателей.
ПуВРД — Пульсирующий воздушно-реактивный двигатель, ТРД — Турбореактивный двигатель, ПВРД — Прямоточный воздушно-реактивный двигатель, ГПВРД — Гиперзвуковой прямоточный воздушно-реактивный двигатель

## Примечание
1. ↑  В. Б. Шавров. История конструкций самолётов в СССР до 1938 г. (материалы к истории самолётостроения). — издание второе, переработанное и дополненное. — Москва: Машиностроение, 1978. — С. 9—10. — 576 с.
2. 1 2 3 4  Кабардин О. Ф., Орлов В. А., Пономарёва А. В. Факультативный курс физики. 8 класс. — М.: Просвещение, 1985. — Тираж 143 500 экз. — С. 140 - 141